# لارس فردریکسن
لارس فردریکسن (انگلیسی: Lars Frederiksen؛ زادهٔ ۳۰ اوت ۱۹۷۱) یک موسیقی‌دان اهل ایالات متحده آمریکا است. وی از سال ۱۹۸۶ میلادی تاکنون مشغول فعالیت بوده‌است.